# Вестверк
Ве́стверк(від нім. Westwerk — західна частина)  — масивна західна частина храму-базиліки, поставлена впоперек до нав. Має дві або три вежі та капели на хорах. Характерний для дороманської (каролінзької) або ранньороманської архітектури. Вестверк слугував, зокрема, цілям придворного церемоніалу. Інтер'єр включає вхідний вестибюль, каплицю та ряд галерей з видом на неф. Вестверк зазвичай ширший, ніж ширина нефа та проходів. Іноді вживається як синонім нартекса. 

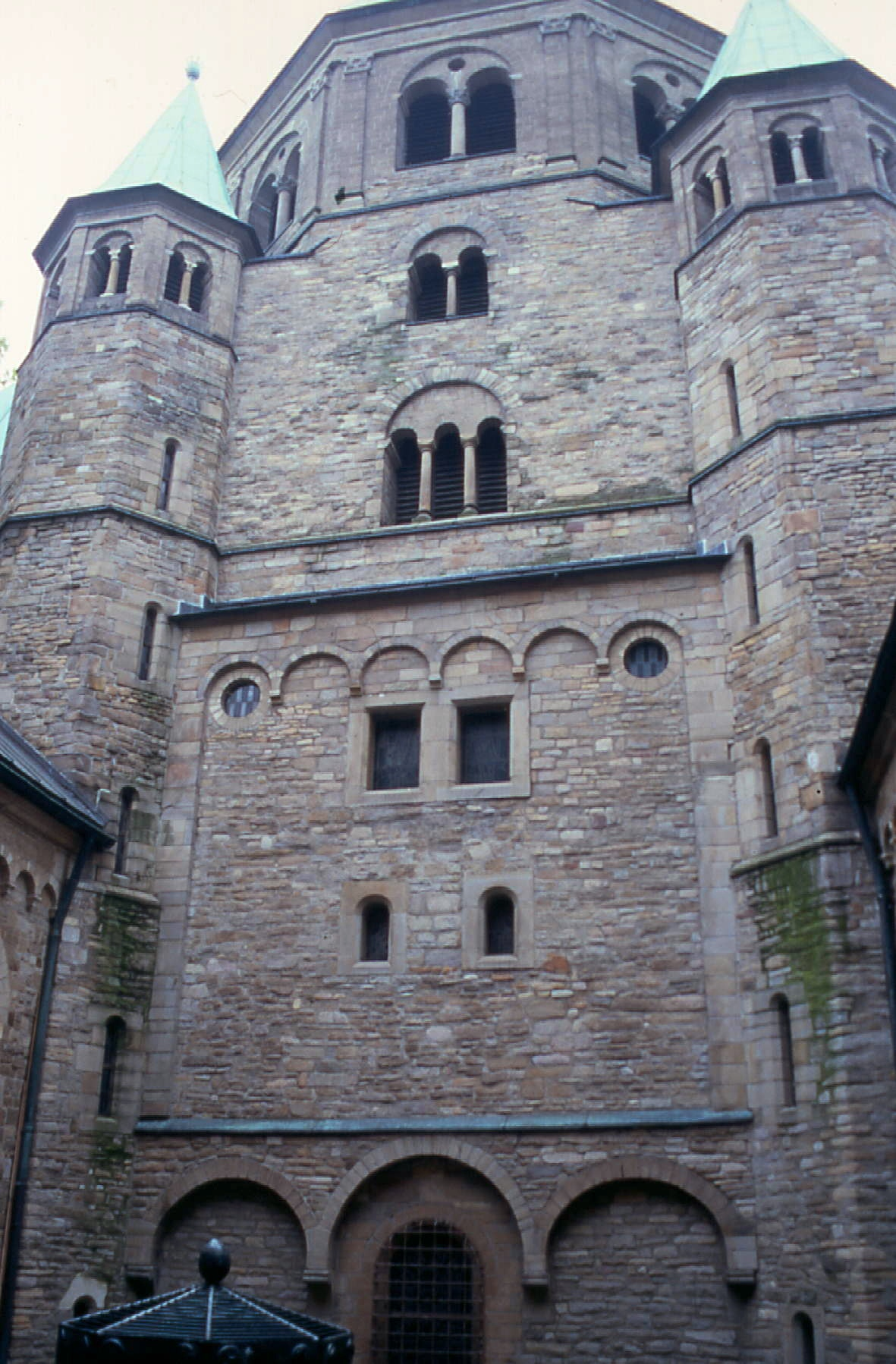
Вестверк кафедрального собору в Ессені (Німеччина)